# FC Balzers
FC Balzers este un club de fotbal din Balzers, Liechtenstein care evoluează în Cupa Liechtenstein și în 2. Liga Interregional.

## Palmares
- Cupa Liechtenstein: 11

1964, 1973, 1979, 1981, 1982, 1983, 1984, 1989, 1991, 1993, 1997

## Balzers în Europa
| Sezon   | Competiție        | Runda |          | Club               | Scor     |
| ------- | ----------------- | ----- | -------- | ------------------ | -------- |
| 1993/94 | Cupa Cupelor UEFA | Q     | Albania  | KS Albpetrol Patos | 3-1, 0-0 |
|         |                   | 2Q    | Bulgaria | CSKA Sofia         | 0-8, 1-3 |
| 1997/98 | Cupa Cupelor UEFA | Q     | Ungaria  | BVSC Budapesta     | 1-3, 0-2 |

## Jucători faimoși
- Mario Frick